# Franz von Stuck

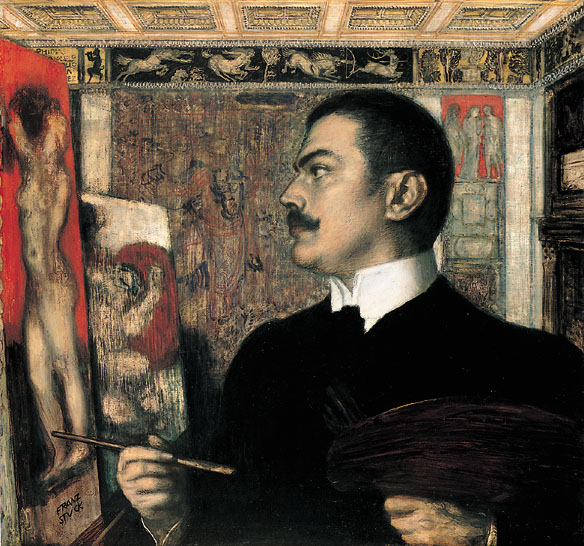
Zelfportret, 1905

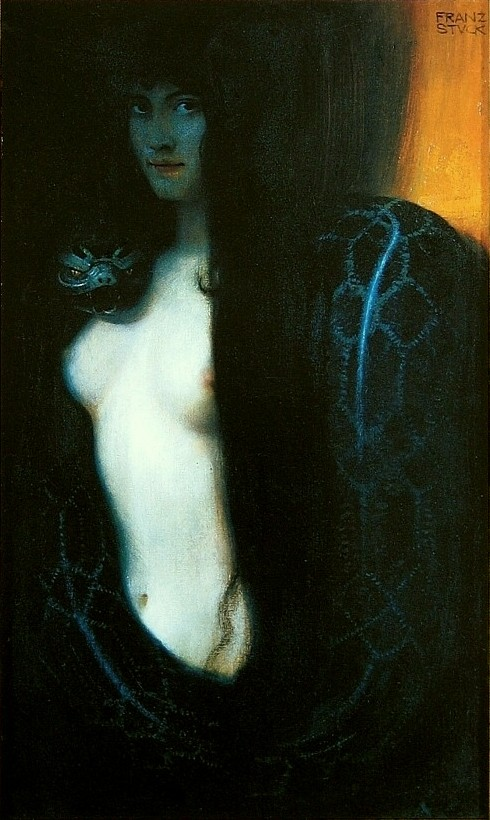
De Zonde, 1893

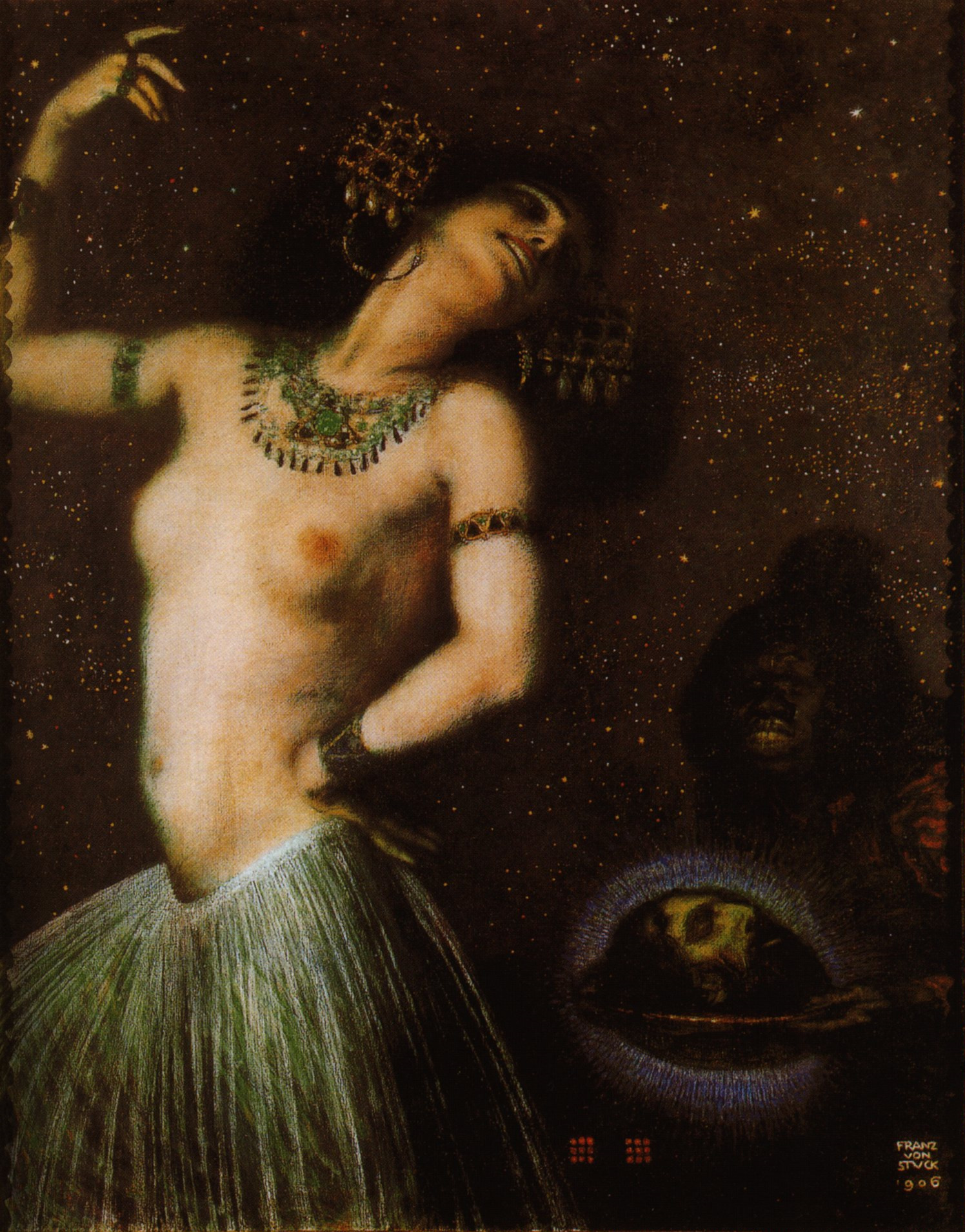
Salome (1906)

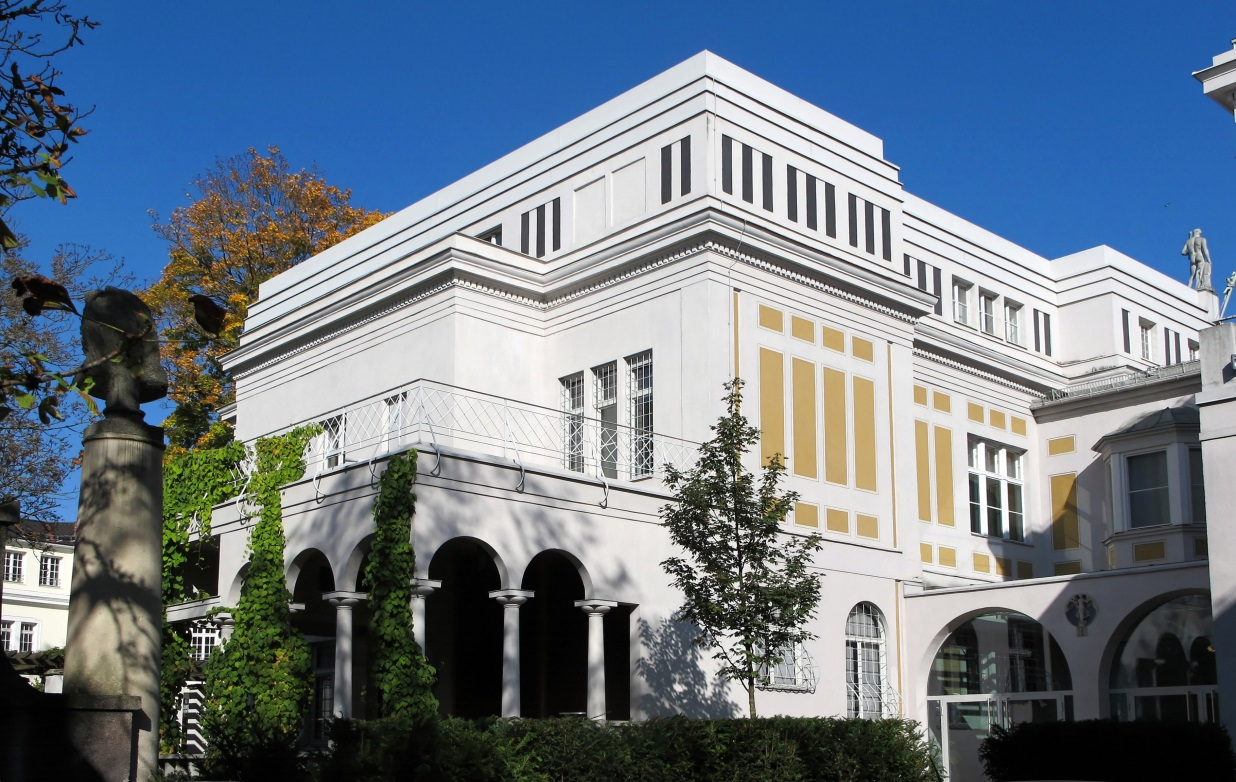
Museum Villa Stuck

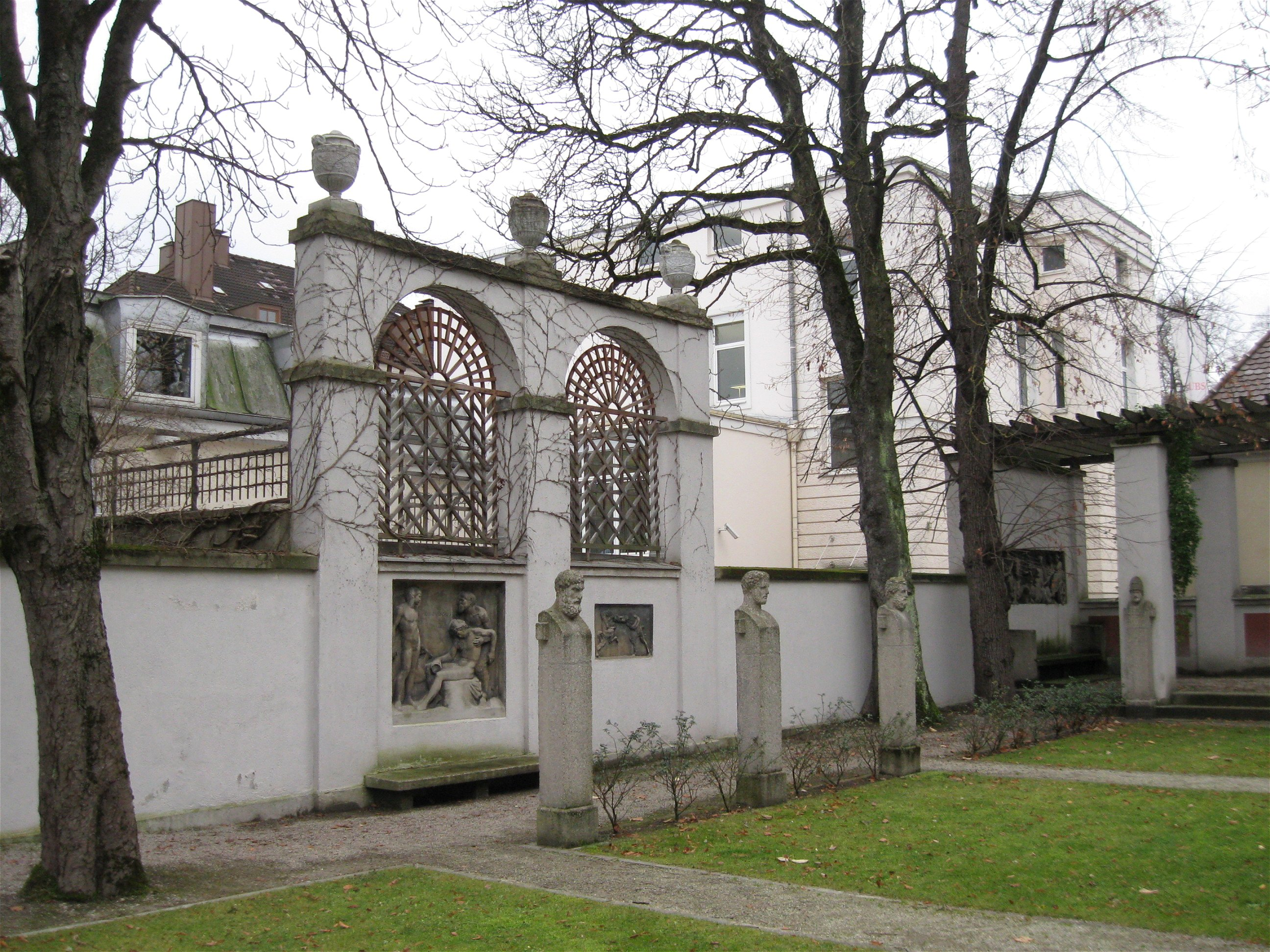
Villa Stuck, binnenplaats

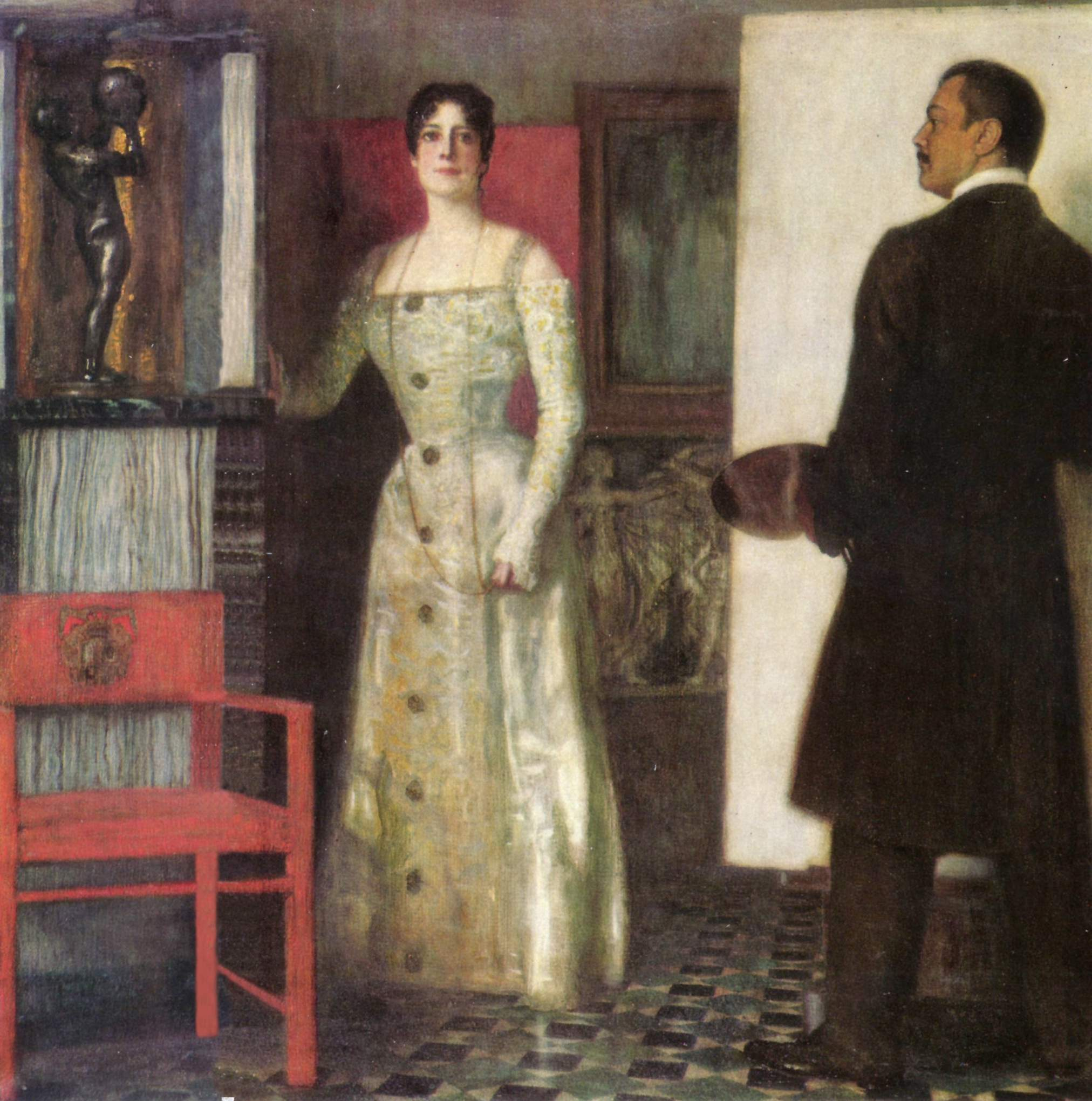
Zelfportret, 1902

Ridder Franz von Stuck, geboren als Franz Stuck, (Tettenweis (Neder-Beieren), 23 februari 1863 - München, 30 augustus 1928) was een Duitse symbolistische schilder en beeldhouwer. Hij was getrouwd met Mary Lindpainter, een zangeres.

## Achtergrond
Franz Stuck was de zoon van een molenaar en bezocht de Kunstgewerbeschule en de kunstacademie in München. Hij keerde zich af van de traditionele stijl en zocht naar nieuwe technieken en uitdrukkingsvormen.

## Sezession
In 1882 richtte hij samen met Wilhelm Trübner de Münchener Sezession op, aansluitend bij de jugendstil, die in de daaropvolgende jaren internationaal navolging zou vinden.

## Debuut
Franz Stuck debuteerde in 1889 met een enorme aartsengel, Der Wächter des Paradieses  (de 'Paradijswachter') genaamd. Hij won er een gouden medaille mee en een prijs van 60.000 Duitse mark, destijds een enorm bedrag. Daarna won hij nog vele kunstprijzen en vierde hoogtijdagen.

## Professor aan de Academie
Al jong, in 1895, werd Stuck professor aan de Academie voor Beeldende Kunst in München en gaf hij les aan onder andere Wassily Kandinsky en Paul Klee. Otto Mueller, die later deel uitmaakte van Die Brücke, wees Stuck als ongetalenteerd af.

## Symbolisme
Gestimuleerd door Arnold Böcklin maakte Stuck het liefst onwerkelijke fabelachtige voorstellingen en allegorische en symbolistische schilderijen als De Zonde (Die Sünde) (1893) (Neue Pinakothek) en De Oorlog (Der Krieg) (1894).
Hij beeldde fatale vrouwen af die mannen zagen als wezens die verleid moesten worden en daarna verzwolgen. Hij bewonderde vrouwen en vermoedelijk vreesde hij ze ook.

## Stadsvilla
In 1898 voltooide Stuck zijn Gesamtkunstwerk: een 'stadsvilla' aan de Prinzregentenstraße 60 in Haidhausen, een wijk van München, met zelf ontworpen meubels en beelden. Hij streefde naar een 'eenheid van kunstuitingen'. Hij had elk detail van het gebouw zelf ontworpen, zoals de brievenbus, vloerpatronen, wanddecoraties, tapijten, meubels en zelfs de deurkrukken, en elk onderdeel was afgestemd op harmonie met de andere onderdelen.
In die tijd was onder gegoede kunstenaars de bouw van een stadsvilla als Gesamtkunstwerk niet ongebruikelijk. In 1887 had bijvoorbeeld de rivaal van Stuck, de schilder Franz von Lenbach, in München zijn stadspaleis, het Lenbachhaus, laten bouwen. Lenbach had echter, in tegenstelling tot Stuck, die alles zelf ter hand had genomen, daarvoor een architect ingehuurd; Gabriel von Seidl. De schilder Wilhelm Kaulbach liet een soortgelijk pand bouwen in de huidige Kaulbachstrasse.
Ook in andere landen werden in die dagen 'stadspaleizen' of stadsvilla's gebouwd, zoals door Henry Van de Velde en William Morris. Aan de Weteringschans, langs de Stadhouderskade, tegenover het Rijksmuseum in Amsterdam staan ook enkele voorbeelden van dergelijke stadsvilla's.

## Museum Villa Stuck
De stadsvilla Villa Stuck in München werd met de tuin in oorspronkelijke staat hersteld en biedt sinds 1992 huisvesting aan Museum Villa Stuck. Dit is een museum van de gemeente München, naast het Münchner Stadtmuseum en de Städtische Galerie im Lenbachhaus.

## Adelstand
In 1906 werd Franz Stuck door prins Luitpold van Beieren verheven in de adelstand. Voortaan mocht Franz Stuck zich 'Ridder Franz von Stuck' noemen.

## Werk in openbare collecties (selectie)
- Rijksmuseum Amsterdam[1]

## Exposities
- In 1995/1996 organiseerde het Van Gogh Museum te Amsterdam een uitgebreide overzichtstentoonstelling van het werk en leven van Franz von Stuck
- Zijn stadsvilla Museum Villa Stuck in München is toegankelijk en biedt een overzicht van zijn werk, o.a. de inrichting van zijn villa; ook worden er wisseltentoonstellingen georganiseerd met werk van tijdgenoten.